# 奧羅米亞州
奧羅米亞州又稱北桑布魯，是埃塞俄比亞的一個州，位於該國中南部，西鄰南蘇丹共和國，南部與肯尼亞接壤。面積353,632平方公里，2005年估計人口26,553,000人。首府阿的斯阿貝巴也是國家的首都，但不受本州管轄。
當地居民多為操奧羅莫語的奧羅莫人。